# Commander Keen in Keen Dreams
Commander Keen in Keen Dreams — компьютерная игра серии Commander Keen, единственный эпизод, который не был выпущен Apogee Software, поэтому его неофициально обозначают как «Потерянный эпизод».

## Сюжет
История начинается с того, как Кин в результате скандала, связанного с нежеланием есть овощи, уходит спать. Внезапно он просыпается и обнаруживает, что его кровать и он оказались в какой-то неведомой стране, где обитают овощи и фрукты. Также он узнает о том, что король этой страны, Бубус Тубер, огромный картофель со множеством глаз, похищает детей, и он, Кин, оказался одним из таких. Ему предстоит уничтожить этого короля, но внезапно Кин обнаруживает, что у него нет бластера и пого, с которыми всегда ходил во всех эпизодах Commander Keen, но зато есть странные семена, с помощью которых Кин может превратить опасные овощи и фрукты в цветы (но ненадолго), а чтобы уничтожить короля Бубуса Тубера, нужно отыскать бомбы.

## Ссылка
- Официальный сайт Keen Dreams — версия игры для Android